# Чатајњере-Виран (Долина Аосте)
Чатајњере-Виран је насеље у Италији у округу Долина Аосте, региону Долина Аосте.
Према процени из 2011. у насељу је живело 101 становника. Насеље се налази на надморској висини од 820 м.